# Li Liejun
Li Liejun (chinês tradicional: 李烈鈞, chinês simplificado: 李烈钧, pinyin: Lǐ Lièjūn, Wade–Giles: Li Lie-chün; 23 de fevereiro de 1882 – 20 de fevereiro de 1946), foi um líder revolucionário e general chinês da República da China.

## Biografia
Li nasceu em Wuning, província de Jiangxi. Em 1904, foi enviado com uma bolsa de estudos do governo para o Japão para estudar na Tokyo Shimbu Gakko, uma academia militar preparatória. Em 1907, foi aceito na escola de artilharia da Academia do Exército Imperial Japonês, onde seus colegas de classe incluíam Yan Xishan, Tang Jiyao e Cheng Qian. Enquanto estava no Japão, também se juntou ao Tongmenghui, uma sociedade revolucionária dedicada à derrubada da Dinastia Qing e à modernização da China. Retornou à China em 1908 para aceitar um posto militar na província de Jiangxi, mas suspeito de política anti-governamental, foi colocado em prisão domiciliar. Em 1909, mudou-se para a província de Yunnan para aceitar um cargo como instrutor na Academia Militar de Yunnan em Kunming.
Li retornou a Jiangxi ao saber do Levante de Wuchang e foi nomeado comandante das forças pró-republicanas em Jiujiang na Revolução Xinhai. Também organizou um exército pró-república na província de Anhui e, após unir forças com Li Yuanhong, eventualmente passou a controlar forças militares em cinco províncias da China central. Embora nomeado Governador Militar da província de Jiangxi em 1912, foi deposto por Yuan Shikai em 1913 como um passo para enfraquecer o controle do bloco democrático do Kuomintang (KMT) sobre os postos governamentais. Como parte da Segunda Revolução, Li se rebelou contra Yuan em Hukou, Jiangxi, em 12 de julho de 1913, com o apoio de Sun Yat-sen. No entanto, a rebelião foi esmagada, e Li foi forçado a fugir para o exílio, primeiro para o Japão, depois para a Europa, e mais tarde para o sudeste asiático. Em 1915, tornou-se membro do Partido Revolucionário Chinês, e reentrou em Yunnan a partir da Indochina Francesa. O senhor da guerra de Yunnan Cai E colocou Li no comando de um de seus três exércitos, e lhe atribuiu a tarefa de tomar a província de Guangxi durante a Guerra de Proteção Nacional contra Yuan Shikai. No entanto, Li foi derrotado pelo senhor da guerra baseado em Guangdong Long Jiguang e foi forçado a fugir para Hainan. A guerra chegou ao fim com a morte de Yuan Shikai em 1916, e Li pôde retornar via Hong Kong e Xangai em 1917 a convite de Sun Yatsen para aceitar a promoção a marechal de campo e o posto de chefe do estado-maior do Movimento de Proteção Constitucional.
Li permaneceu um importante tomador de decisões no governo Kuomintang após Chiang Kai-shek tomar o poder em 1925. Nomeado como Conselheiro de Estado do Governo Nacionalista em 1931, foi indicado membro do Conselho Militar Nacional em 1932 e serviu até 1945. Morreu em 20 de fevereiro de 1946, em Chongqing.